# Орден Эфиопского льва
Орден Эфиопского льва — награда Императорской Эфиопии.

## История
Первоначально награда была основана в 1924 году регентом Расом Тафари во время правления императрицы Заудиту. Сначала орден Эфиопского льва и орден Менелика II был одним и тем же орденом, но в 1996 году Королевским Советом было принято решение о разделении награды на два ордена. С этого момента знаки ордена стали изготавливать в фирме Спинка в Лондоне.

## Степени
Орден имеет пять степеней:
- Большая лента — знак ордена на широкой плечевой ленте и звезда ордена
- Рыцарь-коммандор — знак ордена на шейной ленте и звезда ордена
- Коммандор — знак ордена на шейной ленте
- Офицер — знак ордена на нагрудной ленте
- Кавалер — знак ордена на нагрудной ленте

| Степени |        |          |                 |                       |
| Кавалер | Офицер | Командор | Рыцарь-командор | Кавалер Большой ленты |

Награждённые различными степенями ордена могут указывать инициалы степеней ордена в официальном титуловании — GCEL (Большая лента), GOEL (Рыцарь-командор), CEL (Командор), OEL (Офицер), и MEL (Кавалер).

## Инсигнии
Знак ордена — круг с центральным медальоном с кантом красной эмали и с золотым изображением малого герба Эфиопской империи — коронованного эфиопской императорской короной, идущего настороже геральдически вправо, льва Иудеи, несущего в левой лапе золотой посох, с навершием в форме креста, и двумя, с бахромой, лентами, на травянистом подножии. От медальона расходятся солнечные лучи. При помощи переходного звена в виде эфиопской императорской короны знак ордена крепится к ленте.
Звезда ордена повторяет знак, но центральный медальон венчает эфиопская императорская корона.
Лента ордена розовая с эфиопским триколором в центре.